# Cóctel por capas

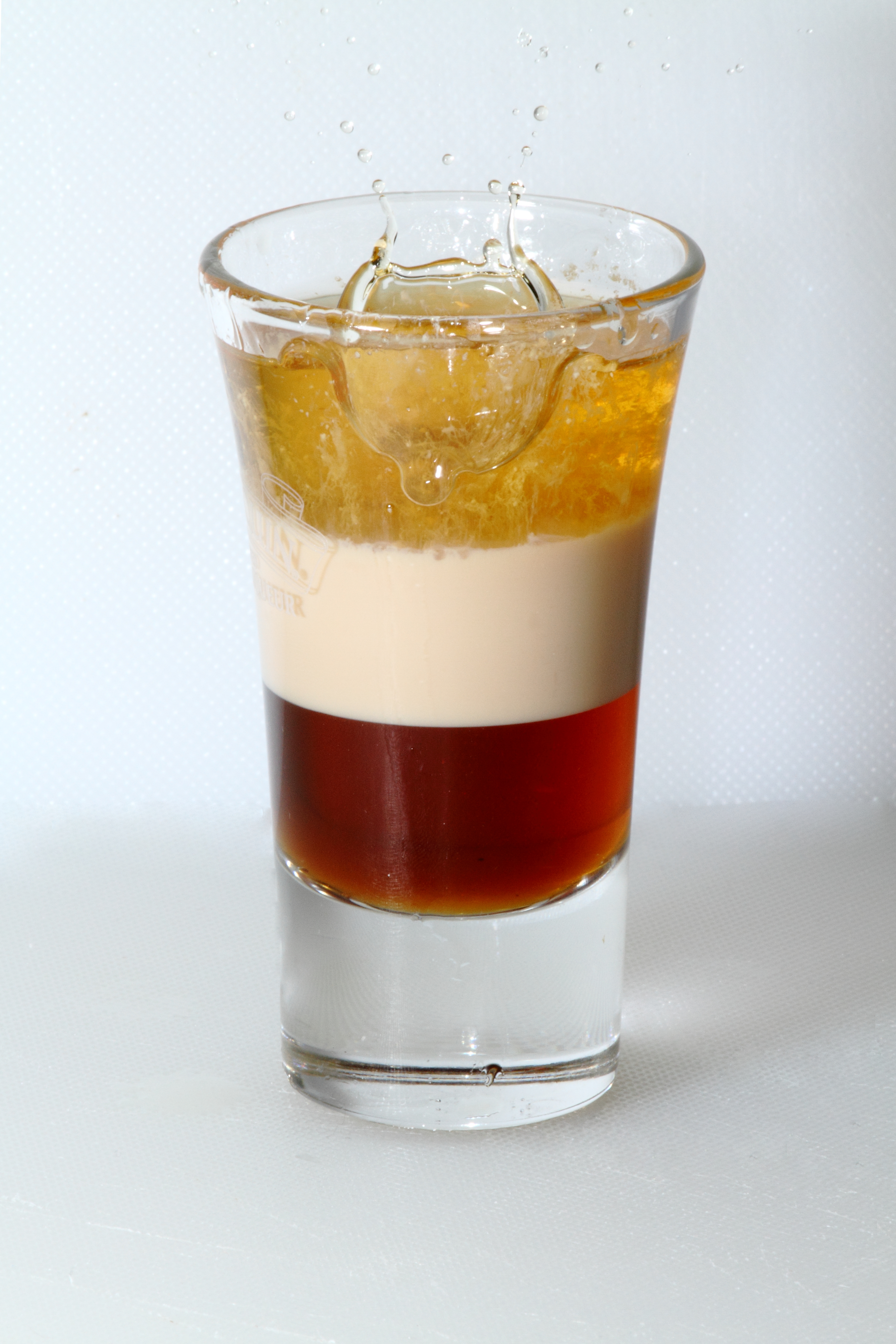
B-52, un chupito por capas.

Un cóctel por capas es un tipo de bebida mixta en la cual sus ingredientes poseen de forma natural diferentes densidades, y por lo tanto es posible crear niveles o capas en el vaso, típicamente de dos a siete, evitando por supuesto no mezclar. En su mayoría son de formato pequeño, ya que cuanto más ancha sea la superficie a ocupar en el vaso, más difícil es estabilizar una capa. Por ello, el formato más común es el de chupitos por capas. Coloquialmente en España, a los que son tricolores se les llama «chupitos semáforo». 
El principal motivo para elaborar cócteles por capas es estético. Tradicionalmente, los cócteles por capas también se llaman Pousse-café (del francés, /pus kafe/ ‘empuja-cafés’), ya que en la Francia postrevolucionaria (años 1800) eran comunes para acompañar una taza de café.

## Preparación
La técnica consiste en verter los ingredientes según su densidad relativa. Los licores con mayor cantidad de azúcar disuelto son más densos y por lo tanto deberán verterse primero. La molécula de alcohol pesa menos, por lo que las bebidas con mayor cantidad etílica deberán verterse lo último. Los líquidos se vacían lentamente uno sobre otro con la ayuda del reverso de una cucharilla. Los bármanes profesionales usan la cuchara de bar. Un popular chupito por capas es el B-52 (Bailey's, Kahlúa y Grand Marnier). 

Ejemplos de bebidas por capas
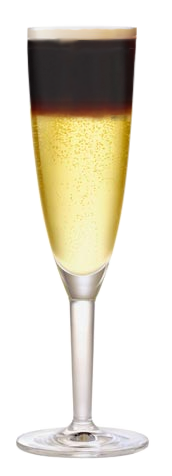
Un Black Velvet.
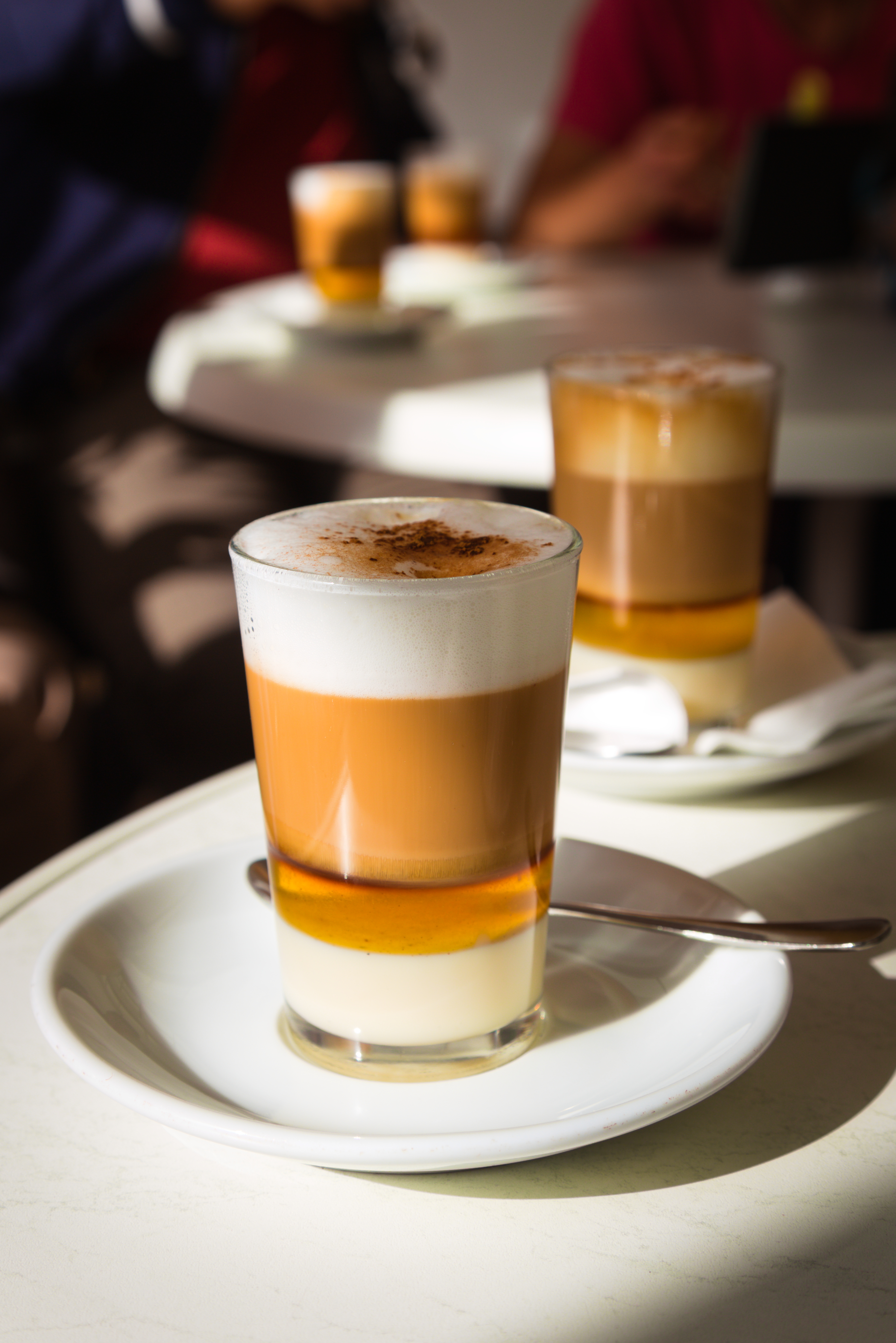
Un Barraquito.
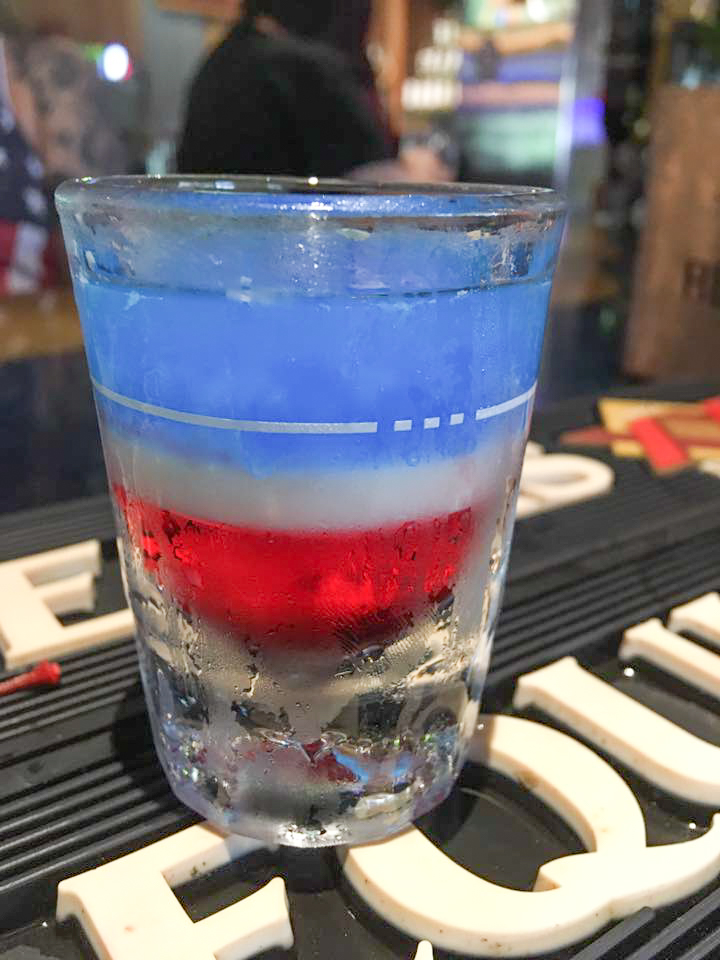
Un 4th of July.
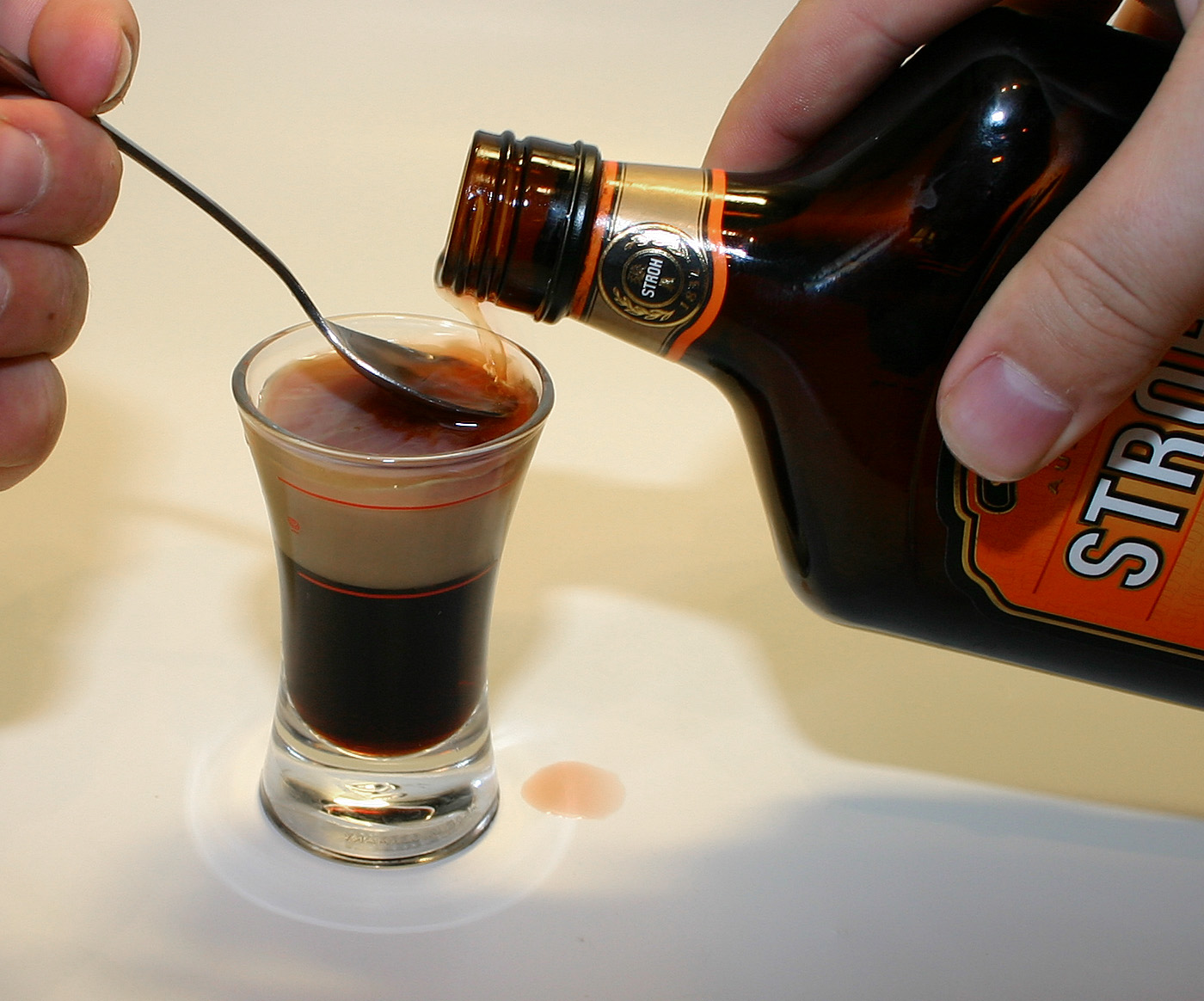
Técnica para crear chupitos por capas. En este caso usa el anverso de la cucharilla.